# Ituglanis
Ituglanis (Ітугланіс) — рід риб з підродини Trichomycterinae родини Trichomycteridae ряду сомоподібні. Має 27 видів. Наукова назва походить від грецьких слів itys, тобто «коло», glanis — «сом».

## Опис
Загальна довжина представників цього роду коливається від 3,1 до 17 см. Голова помірно широка, сплощена зверху. Очі невеличкі. Рот помірного розміру. Зуби на передньощелепній кістці розташовано у 3—4 рядки. Тулуб стрункий. Спинний плавець широкий, розташований посередині тулуба або посередині хвостового стебла. Жировий плавець відсутній. Грудні плавці широкі, з короткою основою та розгалуженими променями. Вони розташовані біля зябрових кришок. Черевні плавці маленькі, близько від анального плавця. Анальний плавець широкий або трохи витягнутий. Хвостовий плавець широкий, з розгалуженими променями.
Забарвлення світло- або темно-коричневе, жовте, кремове. Спина та боки вкриті дрібними темними цятками або плямочками чи смугами.

## Спосіб життя
Це демерсальні та бентопелагічні риби. Воліють до прісних вод. Зустрічаються в лісових струмках, у печерах. Тримаються кам'янистого, вапнякового або гравійного дна. Живляться кров'ю будь-яких тварин: як водних, так і сухопутних, що випадково опинилися у воді.

## Розповсюдження
Мешкають у басейнах річок Амазонки, Суринаму, а також в річках Колумбії, Венесуели, Гаяни.

## Види
- Ituglanis agreste
- Ituglanis amazonicus
- Ituglanis apteryx
- Ituglanis australis
- Ituglanis bambui
- Ituglanis boitata
- Ituglanis boticario
- Ituglanis cahyensis
- Ituglanis crispim
- Ituglanis eichhorniarum
- Ituglanis epikarsticus
- Ituglanis goya
- Ituglanis gracilior
- Ituglanis guayaberensis
- Ituglanis herberti
- Ituglanis ina
- Ituglanis laticeps
- Ituglanis macunaima
- Ituglanis mambai
- Ituglanis metae
- Ituglanis nebulosus
- Ituglanis paraguassuensis
- Ituglanis parahybae
- Ituglanis parkoi
- Ituglanis passensis
- Ituglanis proops
- Ituglanis ramiroi